# Albena Simeonowa
Albena Simeonowa (bulgarisch Албена Симеонова; * 1964) ist eine bulgarische Umweltaktivistin. Sie wurde international bekannt aufgrund ihres Einsatzes gegen das bulgarische Atomkraftwerk Belene.

## Ausbildung/Beruflicher Werdegang
Albena Simeonowa studierte an der Universität Sofia Biologie und Chemie. Im weiterführenden Studium arbeitete sie im Bereich Ökologie. Sie arbeitete mehrere Jahre als Lehrerin für Biologie in der Sekundarstufe.
Seit 1991 arbeitete sie als Senior Ecologist für die Botewgrader Bezirksverwaltung. Ab 1994 bis 1996 war sie als Geschäftsführerin der Stiftung für Ökologische Erziehung (Foundation for Ecological Education and Training) in Sofia tätig. Dies neben ihrer Funktion als Vizevorsitzende der Bulgarischen Partei „Die Grünen“.
Sie ist eine der größten Bio-Landwirtinnen Bulgariens, ihre Landwirtschaft liegt etwa 12 km von dem geplanten Kernkraftwerk Belene entfernt.

## Umweltschutzaktivitäten
Albena Simeonowa war eines der ersten Mitglieder der bulgarischen Umweltorganisation Ekoglasnost im Jahre 1987. Sie gründete die Bulgarische Grüne Partei 1991. Im Jahr 1996 war sie Mitgründerin der bulgarischen Grünen Vereinigung.

## Todesdrohungen
Ihre Protestaktivitäten zogen Todesdrohungen nach sich. Beginnend ab dem 16. Dezember 2004 erhielt Simeonowa einen ersten anonymen Telefonanruf, in dem ihr mit dem Tode gedroht wurde, falls sie nicht die Zusammenarbeit mit Greenpeace und den Widerstand gegen das Atomkraftwerk Belene aufgeben werde.
Die Todesdrohungen lösten eine internationale Unterstützungsaktion für die Sicherheit von Simeonowa aus. Diese wurde unterstützt durch Greenpeace in Zusammenarbeit mit Bankwatch, Friends of the Earth Europe, WISE, ELAW und der Goldman Foundation. Das Ergebnis war Polizeischutz für Simeonowa. Zusätzlicher privater Schutz konnte durch Unterstützung der Goldman Foundation und Greenpeace gewährt werden.

## Preise und Auszeichnungen
Sie wurde mit dem Goldman Environmental Preis im Jahre 1996 für ihre Initiativen zum Umweltschutz in Bulgarien ausgezeichnet.
1997 erhielt sie den UNEP-Umwelt-Preis.

## Politikerin
Seit 2021 ist sie Abgeordnete für die Grüne Bewegung/Demokratisches Bulgarien im Bulgarischen Parlament.